# Kimmo Kapanen
Kimmo Kapanen (* 12. September 1974 in Vantaa) ist ein ehemaliger finnischer Eishockeytorwart, der 13 Spielzeiten in der SM-liiga und fünf in der Elitserien verbracht hat. In Deutschland spielte er ein Jahr für die Iserlohn Roosters in der Deutschen Eishockey Liga. Seit 2022 ist er Manager bei Timrå IK in Schweden.

## Karriere
Kimmo Kapanen begann seine Karriere 1989 mit 15 Jahren bei KalPa Kuopio. Dort spielte er für das Juniorenteam und kam auch zu einigen Einsätzen in der SM-liiga. 1994 wechselte der Finne dann zu HIFK Helsinki, wo er zwei Jahre blieb. Die Saison 1996/97 verbrachte er bei den Espoo Blues, für die er hinter Stammtorwart Iiro Itämies auf 20 Einsätze kam. Anschließend wechselte Kapanen für zwei Jahre zurück zu KalPa Kuopio. Er bestritt den Großteil der Spiele und schloss beide Jahre mit seinem Team auf dem letzten Tabellenplatz ab. Während im ersten Jahr der Klassenerhalt in der Relegation erreicht wurde, stieg Kapanen mit seiner Mannschaft im zweiten Jahr aus der SM-liiga ab. Daraufhin wechselte er zu HPK Hämeenlinna. Dort qualifizierte er sich mit seiner Mannschaft für die Playoffs, in denen man im Halbfinale ausschied, aber das Spiel um Platz 3 gewann. Auch im nächsten Jahr spielte Kapanen für HPK.
Zur Spielzeit 2001/02 wechselte Kapanen zu den Iserlohn Roosters in die Deutsche Eishockey Liga. Dort absolvierte er zwölf Spiele, ehe er im Dezember 2001 um die Auflösung seines Vertrages bat. Den Rest der Saison war er für Timrå IK aus der schwedischen Elitserien aktiv. Bis 2005 blieb er bei den Red Eagles und kehrte dann erneut nach Kuopio zurück. Seine letzte Saison war die Spielzeit 2007/08, als er für Ässät Pori spielte. Anschließend musste er seine Karriere aufgrund einer Verletzung beenden.
Im Anschluss wurde er zunächst Torwarttrainer bei seinem Heimatverein KalPa, der ihn zur Saison 2011/12 zum Manager beförderte. 2017 wechselte er in eine Spielervermittlungsagentur, bevor er 2022 bei Timrå IK die sportliche Leitung übernahm.

## Karrierestatistik
(Legende zur Torhüterstatistik: GP oder Sp = Spiele insgesamt; W oder S = Siege; L oder N = Niederlagen; T oder U oder OT = Unentschieden oder Overtime- bzw. Shootout-Niederlage; Min. = Minuten; SOG oder SaT = Schüsse aufs Tor; GA oder GT = Gegentore; SO = Shutouts; GAA oder GTS = Gegentorschnitt; Sv% oder SVS% = Fangquote; EN = Empty Net Goal; 1 Play-downs/Relegation; Kursiv: Statistik nicht vollständig)

## Familie
Kimmo Kapanens Vater Hannu Kapanen spielte ebenfalls in der SM-liiga und vertrat die finnische Eishockeynationalmannschaft unter anderem bei den Olympischen Winterspielen 1976. Später war er als Trainer tätig und trug in den 1990er Jahren die Verantwortung bei KalPa Kuopio, als Kimmo Kapanen und dessen Bruder, der spätere NHL-Spieler Sami Kapanen, gemeinsam dort im Kader standen. Auch der Onkel der beiden Brüder, Jari Kapanen, war Spieler in der SM-liiga.
Auch die folgende Generation schlug Karrieren als Eishockeyspieler ein: Kimmo Kapanens Sohn Oliver Kapanen und sein Neffe Konsta Kapanen gehören seit 2021 dem Profi-Team von KalPa an. NHL-Spieler Kasperi Kapanen ist ein weiterer Neffe.